# Roestelia levis
Roestelia levis är en svampart som först beskrevs av Crowell, och fick sitt nu gällande namn av F. Kern 1973. Roestelia levis ingår i släktet Roestelia och familjen Pucciniaceae.   Inga underarter finns listade i Catalogue of Life.